# Paramount Streaming
Paramount Streaming (anterior CBS Digital Media, CBS Interactive și ViacomCBS Streaming) este o divizie a Paramount Global care supraveghează tehnologia de streaming a companiei și oferă servicii direct-către-consumator, gratis, premium sau cu plată. Acestea includ Pluto TV, care are peste 250 de canale originale și în direct, și Paramount+, un serviciu de streaming ce combină știri de ultimă oră, sporturi în direct și divertisment premium.

## Proprietăți
Unele din proprietățile media digitale ale Paramount Streaming sunt:
- Paramount+
- Pluto TV
- 5 (serviciu de streaming)
- SkyShowtime (50%, în parteneriat cu Comcast)
- Philo (în parteneriat cu A&E Networks, AMC Networks și Warner Bros. Discovery)
- FuboTV (acțiuni nedeclarate achiziționate în 2020)

### Divestite/defuncte
- Noggin
- Nick+

Când compania a fost cunoscută ca CBS Interactive, a deținut o mulțime de site-uri web, majoritatea care au fost vândute la Red Ventures în 2020. Printre fostele sale site-uri web se numără: BNET, Chowhound, CNET, Comic Vine, Download.com, GameFAQs, GameRankings, GameSpot, Giant Bomb, Metacritic, MetroLyrics, onGamers, Radio.com, TechRepublic, TV.com, TVGuide.com, UrbanBaby și ZDNet.